# Cargo (informatique)
Pour les articles homonymes, voir Cargo (homonymie).
Cargo est le gestionnaire de paquets de Rust.
Il se base sur crates.io et rustc afin de compiler les programmes rust pour Windows, Mac OS, Linux, WASM ainsi que les publier sur crates.io (Le registre des paquets Rust).
Il est programmé en Rust et s'utilise en ligne de commande.

## Commandes de base
Pour créer un projet en Rust:
```
cargo
 
new
 
<Nom
 
du
 
Projet>

```

Pour le compiler:
```
cargo
 
build

```

Pour le compiler et le lancer:
```
cargo
 
run

```

## Le fichier cargo.toml
Ce fichier contient des données encodés en TOML.
```
[
package
]

name
 
=
 
"<Le nom du projet>"

version
 
=
 
"<La version du projet>"

authors
 
=
 
[
"<auteur du projet>"
]

[
dependencies
]

#Ici pour chaque paquet nécessaire il faut entrer son nom et sa version de cette façon

<nom>
 
=
 
"<version>"

#Remarque la version peut être une étoile auquel cas il téléchargera la dernière version si rien n'est installé

```